# Чучупак Петро Степанович
Петро́ Степа́нович Чучупа́к, (2 (14) січня 1885, с. Мельники Чигиринського повіту Київської губернії — квітень 1920 р., ?) — військовий і громадський діяч часів УНР, начальник штабу та отаман Холодного Яру.

## Біографічні відомості
Петро Степанович Чучупак народився 1885 року в с. Мельники Чигиринського повіту Київської губернії. Старший брат Головного отамана Холодного Яру Василя Чучупака.
Батьки — Оксана Сидорівна Лівицька та Степан Георгійович Чучупак (у деяких джерелах — Чучупака) мали п'ятеро синів: Петра, Ореста, Василя, Олексу та Дем'яна. Троє з них: Василь, Петро та Олекса стали повстанськими отаманами. Орест загинув на війні 1915 р. під Краковом в Першу світову війну. Дем'ян (5.10.1902–1992, Рівне) — козак полку гайдамаків Холодного Яру.
Закінчив чотирирічну церковно-приходську школу, потім — трирічну Головківську двокласну учительську школу.
Вчителював у с. Вербівці. Організував хор, драматичний гурток. Допоміг своїм братам Василю та Олексі здобути освіту.
27 січня (за ст. ст.) 1913 року одружився з Ганною Еваристівною Новицькою з с. Почуйки Романівської волості Сквирського повіту Київської губернії.
Навчався у Київській консерваторії, яку закінчив 1914 року по класу флейти (клас професора Олександра Химиченка).
Працював наглядачем 3-го Київського двокласного училища та Київського міського училища № 1. Допомагав Миколі Лисенку збирати фольклор.
Наприкінці Першої світової війни, за родинними переказами, воював на Румунському фронті. Військове звання з грудня 1916 р. — прапорщик.
Після революції 1917 року деякий час перебував у Києві. Згодом переїздить на малу батьківщину. Активно включається у національний повстанський рух.
Перший збройний відділ для охорони скарбів Мотрониного монастиря та рідного села Мельники сформував Олекса Чучупак. Але після поразки в бою з німецькою частиною, односельчани звернулися до Василя Чучупака, щоб він став отаманом. Незабаром відділ самооборони переріс у полк гайдамаків Холодного Яру, який від лютого 1919 року активно виступив на підтримку Директорії.
Брати Чучупаки користувалися надзвичайним авторитетом серед населення, на території Черкащини, що найдовше протрималася вільною від окупації більшовиків.
У 1919 — 1920-му роках — начальник штабу полку гайдамаків Холодного Яру. У другій половині 1919 року — член повстанського комітету на чолі з Логвином Панченком.
На початку квітня 1919 р. полк підняв повстання «проти комуни та Совітської влади за самостійність». На початку літа 1919 року, полк підтримав повстання отамана Григор'єва. Воював проти білогвардійців та більшовиків.
У лютому 1920 року полк гайдамаків Холодного Яру співдіяв з Армією УНР, яка здійснювала Перший Зимовий похід. 12 лютого в Медведівці командуючим Армією УНР Михайлом Омеляновичем-Павленком була скликана нарада командирів та начальників штабів дивізій Зимового походу. В нараді взяли участь Юрко Тютюнник, генерал Олександр Загродський, отамани Андрій Гулий-Гуленко, Василь Чучупак та Петро Чучупак.
7 березня командування Південно-Західного фронту видало розроблений особисто Сталіним наказ, який передбачував наступ червоноармійських з'єднань на Дієву армію УНР, загони Чучупака й Коцура.
18 березня 1920 року отамани Холодного Яру з'їхалися на нараду у лісничівку на хуторі Кресельці (зараз в складі села Мельники), що при дорозі з Мельників на Мотронин монастир, з метою визначити дату повстання проти Радянської влади. Саме тоді частини 21-ї бригади 7-ї стр. дивізії Червоної армії, виконуючи згаданий наказ, вийшли з лісу до Мельників і несподівано натрапили на загін Чучупака. Василь Чучупака був вбитий, а Петро — схоплений чекістами.
Розстріляний у Черкаській або Смілянській ЧК. 8 квітня Українське відділення РОСТа повідомило про розстріл когось із Чучупаків (мабуть Петра).

## Вшанування пам'яті
- В Черкасах існує вулиця Братів Чучупаків.
- В Києві існує вулиця Братів Чучупаків
- В його рідному селі Мельники є Вулиця Братів Чучупаків.
- У 2003 році в центрі цього ж села відкрито пам'ятний знак «Героям Холодного Яру».